# Natalka Poltavka
Natalka Poltavka (în ucraineană Наталка Полтавка, adică „Natalka din Poltava”, Natalka fiind un diminutiv al prenumelui Natalia⁠(d)) este o piesă de teatru ucraineană scrisă de Ivan Kotlearevskîi.
Piesa a fost scrisă în limba ucraineană în 1819 și a fost montată pentru prima oară în 1821 în Harkov, deși a apărut în tipar abia în 1838. A stat la baza operetei Natalka Poltavka⁠(d) a compozitorului ucrainean Mîkola Lîsenko. De asemenea, a fost adaptată în mai multe filme ucrainene și din străinătate.
Are trăsături clasiciste și se conformează spiritului renașterii naționale ucrainene din acea perioadă, evidențiind viața poporului de rând și a țăranilor ucraineni. Prin reprezentarea vieții oamenilor simpli, piesa a devenit imediat populară în Ucraina și a rămas la fel până în prezent, de asemenea a influențat intens dezvoltarea literaturii dramatice ucrainene din secolul al XIX-lea.

## Rezumat

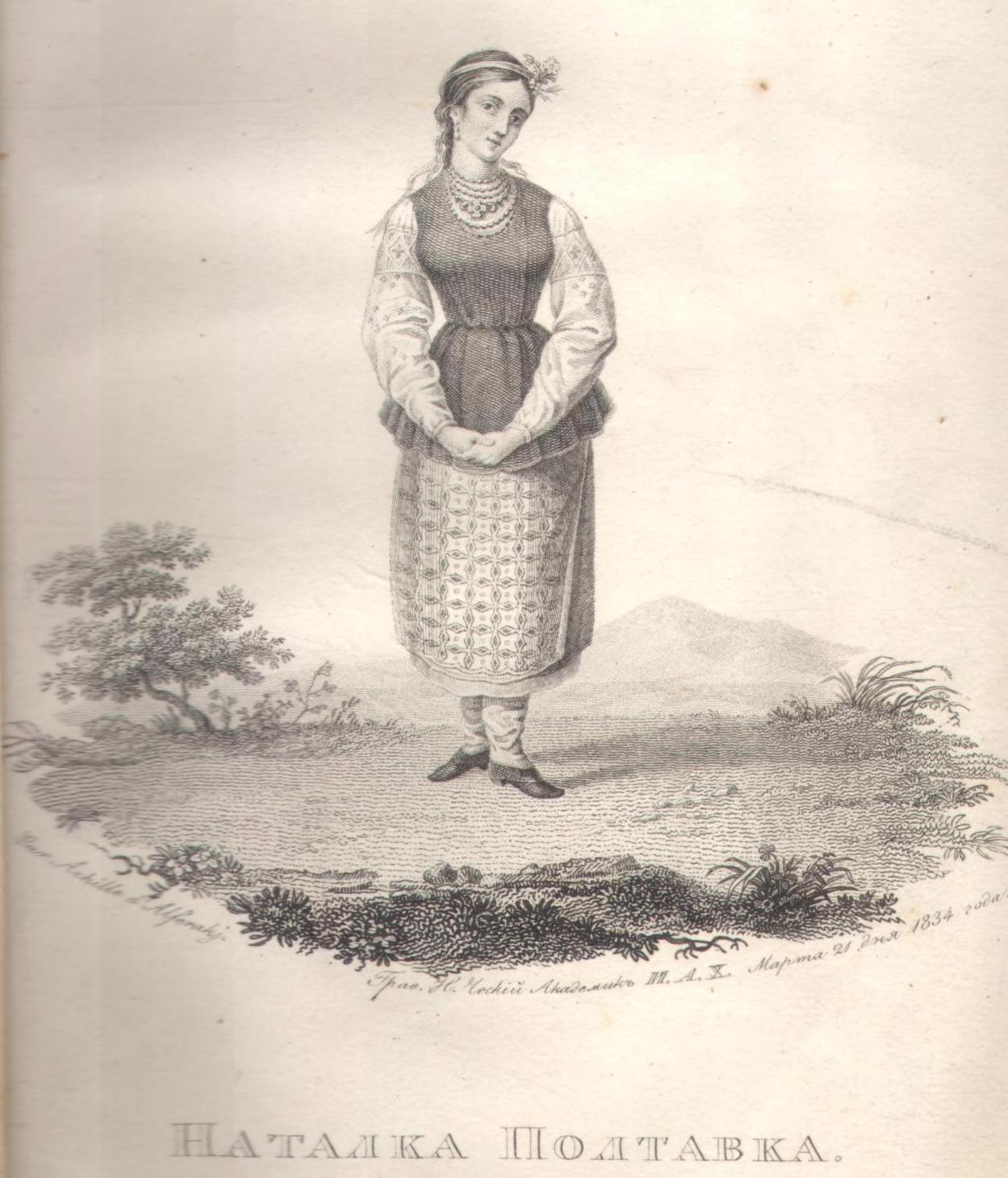
Imaginea Natalkăi Poltavka în almanahul Steaua dimineții din Harkov, 1834

În piesă sunt relatate momentele de încercare și necazurile tinerilor îndrăgostiți Natalka și Petro. Cei doi plănuiesc să se căsătorească, însă tatăl Natalkăi este împotrivă, deoarece îl consideră pe Petro prea sărac pentru a-i întreține fiica. Petro pleacă din sat în căutarea unei surse de venit. Între timp, tatăl Natalkăi moare, familia devine săracă și membrii ei sunt nevoiți să se mute în locuințe țărănești foarte modeste. Neavând de la Petro nicio veste timp de cinci ani, Natalka acceptă în sfârșit pețitorul agreat de mama sa – un funcționar guvernamental bătrân, dar oarecum bogat. Petro se întoarce cu mica avere pe care a câștigat-o și află că iubita lui este logodită cu altcineva. Tensiunea crește, iar în cele din urmă îndrăgostiții formează din nou un cuplu.
Situația tragică a îndrăgostiților este atenuată de momentele de comedie în care funcționarii guvernamentali ucraineni vorbesc într-o rusă stâlcită încercând să se asimileze în noul sistem în toiul rusificării.

## Adaptări muzicale
Prima versiune a piesei (1819) conținea deja o serie de cântece populare ucrainene. Prima adaptare muzicală a piesei aparține muzicianului A. Barsîțkîi din Harkov, care a publicat-o parțial în 1833. În anii 1830, o variantă muzicală a piesei a avut premiera la Moscova, cu muzică aranjată de violonistul-șef (mai târziu dirijorul) A. Gurianov. Aranjamente ulterioare au fost făcute de A. Iedlicika, M. Vasîliev și alții.
În 1889 a avut premiera versiunea⁠(d) compozitorului ucrainean Mîkola Lîsenko. Acesta a preluat melodiile originale din piesă, le-a prelungit și le-a compus acompaniamente orchestrale. Cântecele au fost transformate în arii, de asemenea au fost adăugate o uvertură și antracturi (muzicale) fidele spiritului piesei originale. Deși este de obicei catalogată ca operetă, lucrarea lui Lîsenko este mai aproape de o opéra comique⁠(d) cu secțiuni îndelungate de dialog.

## Ecranizări
Piesa a fost ecranizată într-un film lansat la 24 decembrie 1936 în Ucraina și regizat de Ivan Kavaleridze⁠(d). Un alt film, regizat de ucraineano-americanul⁠(d) Vasyl Avramenko⁠(d), a fost lansat la 14 februarie 1937 în Statele Unite. Filmul ucrainean din 1936 a fost prima ecranizare a unei operete din fosta Uniune Sovietică, iar cel american din 1937 a fost primul film în limba ucraineană produs în SUA.